# Rinaldo Veri
Rinaldo Veri (* 22. April 1952 in Mumbai, Indien) ist ein italienischer Admiral im Ruhestand. Von März 2011 bis Januar 2013 befehligte er das Allied Maritime Command Naples des Allied Joint Force Command Naples und damit die Seestreitkräfte, die im Rahmen der Operation Unified Protector ein Waffenembargo gegen Libyen durchsetzen. Veri war zuletzt Leiter der Führungsakademie der italienischen Streitkräfte.

## Leben
Veri besuchte die Campion School im damaligen Bombay, wohin sein Vater ausgewandert war. 1975 schloss er die Offizierausbildung an der Marineakademie in Livorno ab und absolvierte anschließend eine Pilotenausbildung in den USA. Von 1978 bis 1982 flog er von Landstützpunkten und Kriegsschiffen aus Hubschrauber der italienischen Marine. Im Juli 1982 übernahm er sein erstes Kommando auf See, das Schnellboot Lampo (P 491), im folgenden Jahr dann die Korvette Aquila (F 542). 1984 kehrte er als Ausbilder an die Marineakademie nach Livorno zurück. Von 1986 bis 1990 war er im Verteidigungsministerium in Rom tätig, zunächst im Rüstungsbereich, dann beim Generalstab der Streitkräfte. In den folgenden drei Jahren kommandierte er die Korvetten Pietro De Cristofaro (F 540) und Salvatore Todaro (F 541), sowie die Fregatte Espero (F 576). Anschließend diente Veri bis 1997 wiederum im Verteidigungsministerium, erst beim Admiralstab und dann wieder beim Generalstab der Streitkräfte. Ende 1995 zum Kapitän zur See befördert, übernahm er von 1997 bis 1999 den Zerstörer Luigi Durand de la Penne (D 560). Es folgte bis Juni 2000 ein Lehrgang an der Führungsakademie der Streitkräfte in Rom.
Von 2000 bis 2002 war Veri Leiter einer Planungsunterabteilung des Admiralstabs. Während dieser Verwendung wurde er, am ersten Juli 2001 zum Flottillenadmiral (Rear Admiral Lower Half) befördert, im Frühjahr 2002 wegen der laufenden Operation Enduring Freedom als Italian Senior National Representative zum United States Central Command nach Tampa in Florida entsandt. Im September 2002 wurde Veri Commander Italian Naval Task Group. Als solcher führte er im ersten Halbjahr 2003 auch die European Maritime Group (CTF 150), die im Rahmen von Enduring Freedom im Indischen Ozean operierte. Von März 2004 bis Juli 2007 leitete er die Planungsabteilung des Admiralstabs, ab Juli 2005 als Konteradmiral (Rear Admiral Upper Half). Von Juli 2007 bis Februar 2009 befehligte er die Hochseeflotte (COMFORAL und COMITMARFOR). Anschließend wurde er bis Juni 2010 Chef des Stabes im Einsatzführungskommando in Rom-Centocelle und dann als Vizeadmiral stellvertretender Befehlshaber des Einsatzführungskommandos. Am 10. März 2011 übernahm Veri das Marinekommando der NATO auf der Insel Nisida im Golf von Neapel. Vom 11. Januar 2013 bis zum 19. Juni 2015 leitete er die Führungsakademie der Streitkräfte in Rom.